# (2539) Ningxia
(2539) Ningxia (1964 TS2) – planetoida z pasa głównego asteroid okrążająca Słońce w ciągu 3,4 lat w średniej odległości 2,26 j.a. Odkryta 8 października 1964 roku.